# James Butler (2. książę Ormonde)
James Butler (ur. 29 kwietnia 1665 w Dublinie, zm. 16 listopada 1745 w Awinionie) – brytyjski arystokrata, polityk i wojskowy pochodzenia irlandzkiego, drugi syn, ale najstarszy, który przeżył dzieciństwo, Thomasa Butlera, 6. hrabiego Ossory, i Emilii von Nassau, córki Ludwika, pana Beverweerd. Wnuk Jamesa Butlera, 1. księcia Ormonde.

## Wczesne lata życia
W 1675 r. James został wysłany na naukę do Francji. Jakość zdobywanej tam wiedzy nie satysfakcjonowała jego dziadka, który zabrał stamtąd wnuka i umieścił go w Christ Church na uniwersytecie w Oksfordzie. Przebywał tam do 1680 r., kiedy zmarł jego ojciec. James, teraz już hrabia Ossory, przebywał od tamtej pory z dziadkiem w Irlandii. W 1682 r. przeniósł się z nim do Anglii. Tam 15 lipca 1682 r. poślubił lady Anne Hyde, córkę Laurence’a Hyde’a, 1. hrabiego Rochester, i Henrietty Boyle, córki 1. hrabiego Burlington. James i Anne mieli razem jedną córkę:
- Mary Butler (zm. 1688)

Po szybkiej śmierci żony (Anne zmarła 25 stycznia 1684) James zaciągnął się do armii. W czerwcu brał udział w oblężeniu Luksemburga, ale zdążył zobaczyć tylko kapitulację twierdzy. W lipcu znalazł się ponownie u dziadka, któremu towarzyszył w wyprawie do Irlandii. Tam został pułkownikiem regimentu konnego. Po kilku miesiącach książę Ormonde został odwołany do Anglii, ale James pozostał w Irlandii, gdyż zachorował na ospę. Po przybyciu do Anglii otrzymał od nowego króla Jakuba II urząd Lorda Bedchambera. Został również wysłany do walki z rebelią księcia Monmouth, który chciał zdobyć angielską koronę.
W tym samym roku, 3 sierpnia, James poślubił swoją drugą żonę. Została nią lady Mary Somerset (zm. 19 listopada 1733), córka Henry’ego Somerseta, 1. księcia Beaufort, i Mary Capel, córki 1. barona Capel. James i Mary mieli razem syna, który zmarł w dzieciństwie, i dwie córki: Elizabeth (zm. 20 kwietnia 1750) i Mary (zm. 2 stycznia 1712), żonę Johna Ashburnhama, 1. hrabiego Ashburnham.

## U boku Wilhelma III
Po śmierci dziadka w 1688 r. James został 2. księciem Ormonde. Został również wybrany kanclerzem uniwersytetu oksfordzkiego. We wrześniu Jakub II nadał Jamesowi Order Podwiązki. Ormonde nie poparł jednak króla w nadchodzących wydarzeniach. Kilka tygodni przez śmiercią dziadka Jamesa „nieśmiertelna siódemka” wysłała list do protestanckiego stadhoudera Republiki Zjednoczonych Prowincji Wilhelma Orańskiego, aby przybył do Anglii i obalił katolickiego Jakuba II. Książę Ormonde nie darzył sympatią Jakuba II, a przez matkę związany był z Niderlandami. Po wylądowaniu księcia Orańskiego podpisał 17 listopada petycję do króla, żądającą zwołania wolnego parlamentu. 25 listopada, razem z zięciem króla, księciem Jerzym, i lordem Drumlanrigiem, uciekł do obozu Wilhelma.

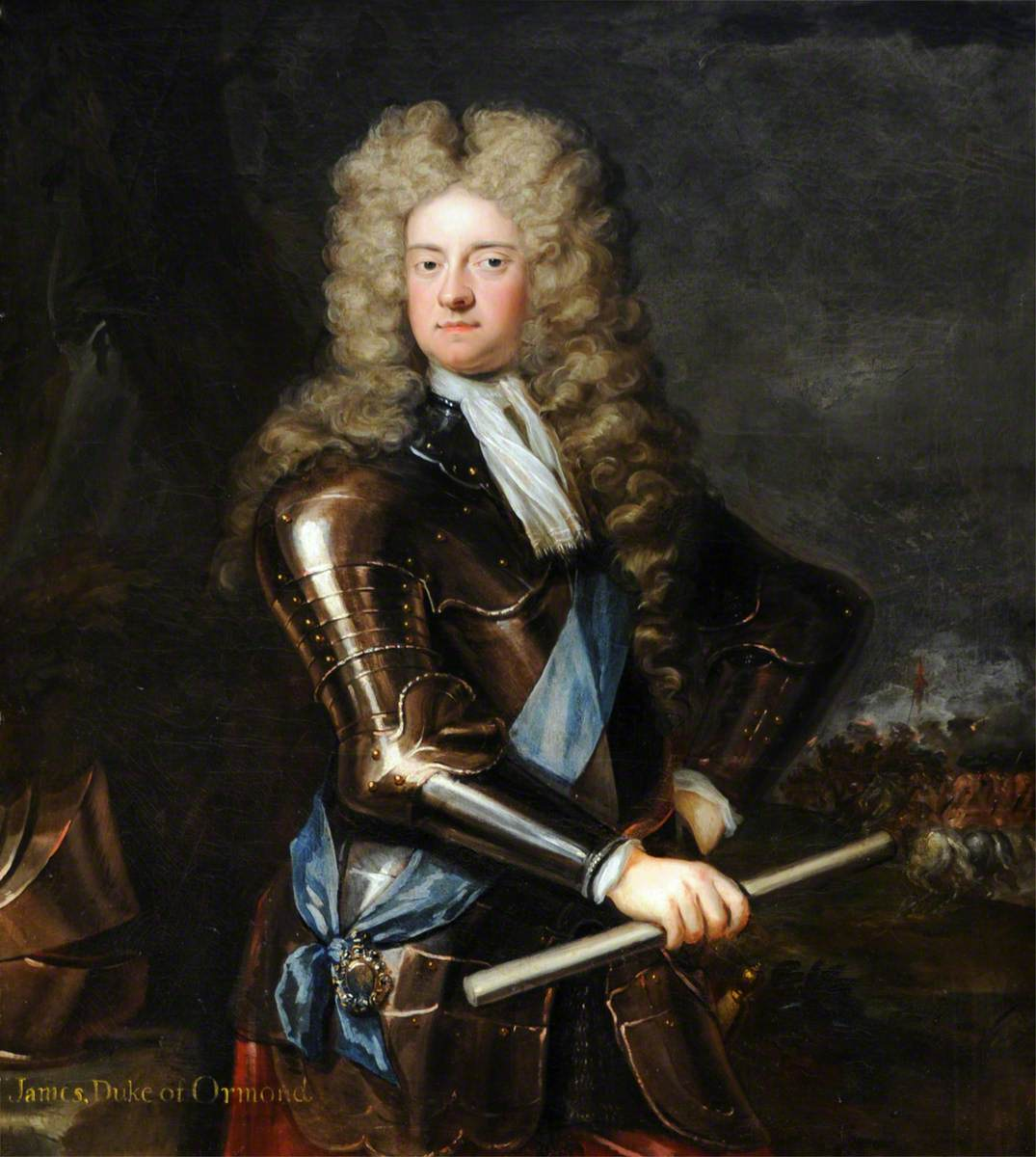
2. książę Ormonde

Kiedy Jakub uciekł do Francji i zwołano parlament, Ormonde głosował w Izbie Lordów za ustanowieniem regencji. Większość poparła jednak przekazanie tronu księciu Oranii (jako Wilhelmowi III) i jego żonie, a córce Jakuba, Marii II. Ormonde pogodził się z tymi wynikami i podczas koronacji pary królewskiej w 1689 r. występował jako lord wielki konstabl. Wilhelm mianował go wówczas pułkownikiem regimentu konnego gwardii (Horse Guards). Popierał również politykę Wilhelma wobec Irlandii. Jego podpis widnieje na Act of Attainder, ogłaszającym konfiskatę wielu ziem irlandzkich.
Rok później towarzyszył królowi w jego wyprawie do Irlandii. Stał na czele regimentu Life Guards i brał udział w bitwie nad Boyne. 19 lipca przyjmował króla w swoim zamku w Kilkenny. W styczniu 1691 r. towarzyszył Wilhelmowi w jego podróży do Hagi. W tymże roku otrzymał urząd lorda namiestnika Somerset. W 1692 r. był obecny na polu bitwy pod Steenkerke, aczkolwiek nie wziął w niej bezpośredniego udziału. 29 lipca 1693 r., podczas bitwy pod Neerwinden, o mało nie stracił życia. Został wzięty do niewoli przez Francuzów i uwięziony w Namur, wkrótce został jednak wymieniony na księcia Berwick. Imię Ormonde’a pojawia się na wydanej w kwietniu 1692 r. przez Jakuba II liście osób, które nie mogą liczyć na łaskę po jego powrocie na tron.
Po takiej deklaracji Ormonde’owi nie pozostało nic innego, jak związać swój los z Wilhelmem. Z przekonań torys, książę zyskał sympatię społeczeństwa, sprzeciwiając się wyróżnianiu przez króla Holendrów. Kiedy w 1699 r. Wilhelm mianował swojego faworyta, lorda Albemarle’a, na stanowisko dowódcy 1 regimentu Life Guards, Ormonde zrezygnował ze stanowiska dowódcy 2 regimentu. Spowodowało to, że 50 członków parlamentu publicznie wyraziło dlań swe poparcie, ale także rozpoczęła się dyskusja nad ustawą zakazującą cudzoziemcom sprawowania jakichkolwiek urzędów i godności. Afera jednak szybko dobiegła końca. Ormonde pogodził się z królem i powrócił do 2 regimentu. W marciu 1702 r. był jednym z Anglików, którzy przebywali przy łożu śmierci króla, który zmarł 8 marca 1702 r.

## Wojna o sukcesję hiszpańską
Ormonde był bardzo popularny w wojsku, więc kiedy nowe ministerium królowej Anny zadecydowało o włączeniu się Anglii w wojnę o sukcesję hiszpańską, Ormonde został 20 kwietnia 1702 r. mianowany naczelnym wodzem wojsk lądowych Anglii i Holandii. Razem z flotą sir George’a Rooke’a brał udział w oblężeniu Kadyksu i bitwie morskiej w zatoce Vigo. Kadyksu nie udało się jednak zdobyć z powodu ustawicznych sporów między Ormonde’em a Rooke’em. Kiedy Rooke zdecydował, że nie pozostanie na wodach hiszpańskich na zimę, Ormonde wrócił wraz z nim do Anglii.
Obaj dowódcy zostali entuzjastycznie przyjęci w Anglii, a podczas ceremonii dziękczynnej w katedrze św. Pawła Ormonde został wyróżniony oklaskami. Królowa powołała go do Tajnej Rady, a w 1703 r. mianowała lordem namiestnikiem Irlandii. Początkowo nowy wicekról został entuzjastycznie przyjęty przez proangielski parlament. Jego rodzina miała irlandzkie korzenie i zawsze popierała sprawę protestancką. Rosnące wydatki wojenne powodowały jednak wzrost podatków, a podwładni Ormonde’a dopuszczali się licznych nadużyć. Doprowadziło to do tego, że irlandzki parlament znalazł się w konflikcie z lordem namiestnikiem. W czerwcu 1705 r. Ormonde opuścił Irlandię. Urząd lorda namiestnika został mu odebrany w kwietniu 1707 r.

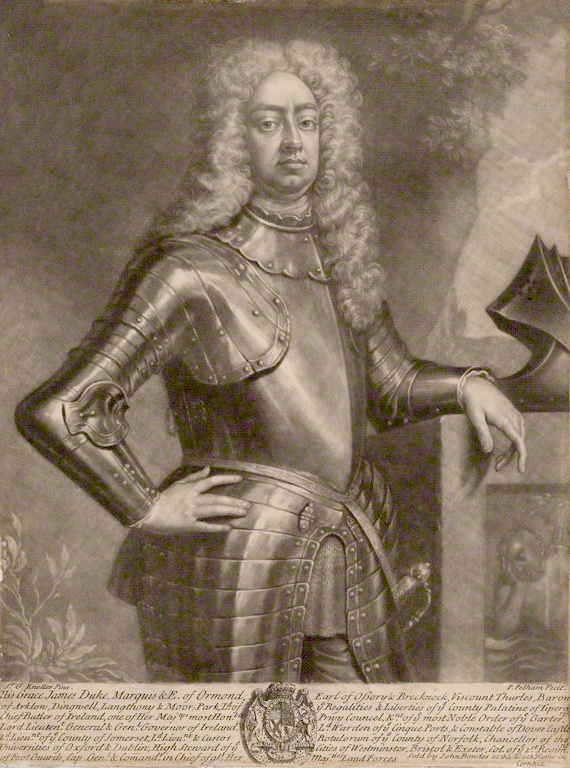
James Butler, 2. książę Ormonde

Po utracie władzy przez wigów w 1710 r. Ormonde ponownie został lordem namiestnikiem i był nim do 22 września 1713 r. Jednak już w 1711 r. opuścił Irlandię. W grudniu tego roku książę Marlborough został zdymisjonowany ze wszystkich urzędów. Wkrótce potem Ormonde otrzymał rangę pułkownika 1 regimentu Gwardii Pieszej (Foot Guards) i stanowisko naczelnego wodza armii brytyjskiej. W kwietniu 1712 r. wyjechał do Flandrii. Torysowskie ministerium, które chciało wyprowadzić Wielką Brytanię z wojny, nakazało Ormonde’owi, aby nie podejmował aktywnej współpracy z wodzem wojsk austriackich, księciem Eugeniuszem Sabaudzkim.
Zgodnie z rozkazami ministerium Ormonde nie wziął udziału w walkach z Francuzami. Otrzymał za to urząd lorda namiestnika Pięciu Portów. Związany z lordem Bolingbroke’em, był jedną z najważniejszych postaci na brytyjskiej scenie politycznej pod koniec panowania królowej Anny. Równocześnie nawiązał kontakty z przebywającymi we Francji jakobitami. Korespondował z księciem Berwick i swoim kuzynem, lordem Galmoye. Mimo to podpisał dokument proklamujący elektora hanowerskiego Jerzego Ludwika królem Wielkiej Brytanii.

## Na wygnaniu
Królowa Anna zmarła 1 sierpnia 1714 r. Elektor hanowerski, teraz już król Jerzy I, przybył do Anglii niedługo później. Początkowo wydawało się, że Ormonde pozostanie w jego łaskach, jednak 18 września został pozbawiony stanowiska naczelnego wodza armii. Wprawdzie 9 października został powołany do Tajnej Rady Irlandii, ale kilka dni później nominację wycofano. Ormonde, jako bliski współpracownik Bolingbroke’a, który był oskarżany o współpracę z jakobitami, popadł w niełaskę u króla. 21 czerwca 1715 r. wszczęto przeciw niemu procedurę impeachmentu. Mimo że za Ormonde’em przemawiało wielu zwolenników sukcesji hanowerskiej, większością 59 głosów przegłosowano usunięcie księcia z urzędów. 8 sierpnia Ormonde uciekł do Francji, gdzie spotkał się z Bolingbroke’em. 20 sierpnia jego ziemie i tytuły zostały skonfiskowane, a 26 czerwca 1716 r. przejęte przez Koronę.
Ormonde wziął aktywny udział w przygotowaniu jakobickiej rebelii w 1715 r. Książę wylądował w pobliżu Portsmouth, ale szybko przekonał się, że jego misja nie cieszy się praktycznie żadnym poparciem miejscowej ludności. Natychmiast więc powrócił do Francji. Nigdy więcej nie wrócił już do Anglii. W 1719 r. objął dowodzenie nad hiszpańską flotą, która miała przywrócić jakobickiemu pretendentowi Jakubowi III tron Anglii i Szkocji. Flota została jednak rozproszona przez sztorm u brzegów Galicji.
W 1721 r. został rezydentem przy dworze hiszpańskim. Od rządu madryckiego otrzymał pensję w wysokości 2000 pistoi. Przez krótki czas działał jeszcze na rzecz sprawy jakobickiej, ale bez powodzenia. Ostatnie lata spędził głównie w Awinionie, gdzie w 1733 r. odwiedziła go lady Mary Wortley Montagu. Książę Ormonde zmarł 16 listopada 1745 r. Jego ciało zostało przewiezione do Anglii i pochowane w rodzinnym grobowcu w kaplicy króla Henryka VII w Opactwie Westminsterskim.
Mimo że nie posiadał zdolności swojego dziadka, Ormonde stał się jedną z najważniejszych postaci swoich czasów. Przystojny, dystyngowany, szczodry i uczciwy, cieszył się wielką popularnością. Mimo tego, jak i sprawowania wysokich godności państwowych, Ormonde nigdy nie odgrywał znaczącej roli politycznej.